# 오우다정
오우다정(大宇陀町)은 나라현 우다군에 설치되었던 정이다. 2006년 1월 1일에 우타노정, 하이바라정, 무로촌과 합병해 우다시가 성립해 자치체로서의 오우다정은 폐지되었다. 2011년 3월까지는 우다시의 지역 자치구로서 오아자 우다구가 존재하였다.

## 지리
나라 현 동북부, 야마토 고원의 남단부에 위치하고 있었다. 우타가와 유역의 소분지에 중심 시가지(구 마쓰야마 정역)가 형성되어 있었다. 정역의 동쪽 및 남쪽은 오토와산 등 해발 800~900m의 용문 산지가 사쿠라이시, 요시노정과의 경계를 이룬다. 
정역의 대부분은 요도가와 수계의 우타가와 및 그 지류 유역인데, 남부의 옛 가미류몬 촌역의 서쪽 절반은 기노카와 수계의 쓰부카와 강 유역이었다.
면적의 대부분을 산림이 차지하고 구릉 간 곡지는 논밭으로 이용되고 있었다.
정역의 중심을 우타가와·쓰부카와 강을 따라 국도 370호가 종단하고 있었다. 사쿠라이 시보다 연장되는 국도 166호는 북서 요요리 고개보다 정역에 들어가 구 마쓰야마 정역에서 국도 370호와 교차하여 동쪽의 도다노 정으로 빠진다. 가장 가까운 철도역은 북쪽의 긴테쓰 오사카 선 진하라 역으로 정역에 철도는 없다.

## 역사
- 1942년 2월 11일 - 우다군 마쓰야마정, 간베촌, 세이지촌, 요시노군 가미류몬촌이 합병해 오우다정이 성립하였다.
- 2006년 1월 1일 - 우타노정, 하이바라정, 무로촌과 합병해 우다시가 성립하였다. 동일 오우다정은 폐지되었다.

## 교통

### 도로
- 국도 제166호선 (일본)(일본어판)
- 국도 제370호선 (일본)(일본어판)